# 영원보다 긴 한 순간 ~그때, 확실히 존재했던 우리~
《영원보다 긴 한 순간 ~그때, 확실히 존재했던 우리~》(永遠より長い一瞬 〜あの頃、確かに存在した私たち〜 에이엔요리나가이이츠쥰 ~아노고로, 다시가니소노사이시다와다시다치~[*])는 일본의 여성 아이돌 그룹 케야키자카46의 베스트 음반. 2020년 10월 7일에 소니 레코드에서 발매되었다.

## 개요
케야키자카46의 마지막 음반이다.